# NGC 1032
NGC 1032 (другие обозначения — UGC 2147, MCG 0-7-73, ZWG 388.86, PGC 10060) — галактика в созвездии Кит.
Этот объект входит в число перечисленных в оригинальной редакции «Нового общего каталога».
В галактике вспыхнула сверхновая SN 2005E типа Ib/c, её пиковая видимая звездная величина составила 16,8.
Положение галактики для наблюдателя с Земли с ребра и отсутствие большого количества пыли позволяет проводить изучения структуры и свойств  галактического диска.